# (24145) 1999 VD154
1999 في دي 154 (ويعرف أيضًا باسم (24145) 1999 في دي 154 وفق تسمية الكوكب الصغير) (بالإنجليزية: 1999 VD154)‏ هو كويكب ضمن حزام الكويكبات؛ وترتيبه 24145 من حيث الاكتشاف.
اكتُشف هذا الجُرم الفلكي بواسطة ماسح السماء كاتالينا في 13 نوفمبر 1999.

## وصلات خارجية
- (24145) 1999 VD154 في قاعدة بيانات مختبر الدفع النفاث لأجرام النظام الشمسي الصغيرة

- الاكتشاف · مخطط المدار ·  العناصر المدارية · المعلمات المادية

- (24145) 1999 VD154 على موقع ويكي سكاي: DSS2, SDSS, GALEX, IRAS, Hydrogen α, X-Ray, Astrophoto, Sky Map, Articles and images